# Vertigo (Bertrand)
Pour les articles homonymes, voir Vertigo.
Vertigo pour deux pianos et orchestre est une œuvre composée par Christophe Bertrand en 2006-2007. C'est la pièce la plus longue du compositeur, avec son Quatuor I et Scales.

## Histoire
Vertigo est une commande de l'état français et du du Festival Musica de Strasbourg. L'œuvre est structurée « en onze sections proportionnées selon la suite de Fibonacci (en miroir) ». Dans cet « environnement micro-tonal », « c'est le rôle des pianos qui est prédominant dans l'unité de la pièce (car c'est bien un concerto !), et qui explique – en partie – le titre Vertigo ». Le titre fait aussi référence au personnage principal du film Sueurs froides d'Alfred Hitchcock, qui souffre du vertige, de même que l'œuvre ne souffre aucun vide : ni silence, ni temps morts.
Vertigo est créé le 20 septembre 2008 au Festival Musica à Strasbourg, par Hideki Nagano et Sébastien Vichard (pianos) et l'Orchestre philharmonique de Liège Wallonie-Bruxelles sous la direction de Pascal Rophé,.
Le compositeur expliquait que limpidité qu'il recherche est « sans cesse brouillée par l'utilisation des quarts de ton qui donnent l'impression de quelque chose de légèrement faux et contrariée, notamment dans Vertigo, par une écriture dissonante en clusters ». Pour la critique, Vertigo est un « acmé de puissance, de vitesse et de brillance où les claviers évoluant dans un univers microtonal semblent parfois eux-mêmes détempérés : tutti explosifs, fulgurance du trait, tempi extrêmes et excès de décibels (ffff) ; Bertrand n'avait jamais encore porté l'écriture à de telles extrémités ».

## Effectif
- 2 pianos
- 3 flûtes, 3 hautbois, 3 clarinettes, 3 bassons, 5 cors, 3 trompettes, 3 trombones, tuba, 5 percussionnistes, 24 violons, 12 altos, 10 violoncelles, 8 contrebasses

## Discographie
- GrauSchumacher Piano Duo et l'Orchestre symphonique de la WDR de Cologne dirigé par Peter Rundel, bastille musique (2020)